# 不如海邊吹吹風
《不如海邊吹吹風》 是2024年台灣劇集，改編自由金知碩、全昭旻、李相燁主演的韓劇《頂級巨星柳白》，由何潤東導演，陳柏霖及郭雪芙主演。劇集於串流平台中華電信MOD和Hami Video、AXN 從2024年12月14日起，每週六晚間九點上架及播映。同時，在香港，新加坡，馬來西亞等亞洲地區於Viu同時間播出。

## 劇情概要
故事講述明星白引默因打人事件，被經紀人勸說接下在金門取景的實境節目，希望以回歸大自然淳樸的一面挽回形象。在決定是否接演前，他先到金門體驗生活。白引默在金門遇上了民宿主人李海諾，兩人從冤家變情侶，經歷一番相處後對彼此產生好感。

## 拍攝
《不如海邊吹吹風》大部分場面於台灣金門取景，攝取了不少景點，例如劇中的民宿「海邊吹風」正身就是薛永南兄弟洋樓，還有劇中的「海風里」真實地點為珠山聚落，另外亦有新湖漁港，慈湖路海岸的觀海步道等等。

## 演員列表
| 演員        | 角色   | 簡要介紹                                               |
| ----------- | ------ | ------------------------------------------------------ |
| 陳柏霖      | 白引默 | 擁有悲傷童年的人氣明星，因為要挽回公眾形象而來到金門   |
| 郭雪芙      | 李海諾 | 聰明大方，於金門經營民宿「海邊吹風」，備受街坊鄰居愛戴 |
| 林柏叡      | 陳大浯 | 金門裡的醫生，是李海諾的青梅竹馬                       |
| 蔡思韵      | 許曼   | 天才女畫家，自由奔放，亦是「秘境酒吧」主人             |
| 洪慧芳      | 呂淑滿 | 李海諾的奶奶                                           |
| 庹宗華      | 陳福壽 | 里長，陳大浯父親                                       |
| 鄭家榆      | 洪慧芳 | 里長太太，陳大浯母親                                   |
| 范文芳      | 莉莉姐 | 白引默的經理人                                         |
| 吳子霏      | 唐宓   | 女明星，白引默的緋聞女友                               |
| 馬念先      | 蔡有才 | 口沒遮攔的咖啡店老闆                                   |
| 莊茜佳      | 葉子庭 | 海產店老闆，和方順華同居                               |
| 王晴 (藝人) | 吳采貞 | 海諾閨蜜                                               |
| 楊子儀      | 方順華 | 海產店老闆，和葉子庭同居                               |
| 李之勤      | 楊玉梅 | 白引默母親                                             |